# 36. ročník udílení cen Národní společnosti filmových kritiků
36. ročník udílení cen Národní společnosti filmových kritiků se konal 4. ledna 2002 a oceňoval nejlepší filmy z roku 2001.

## Vítězové

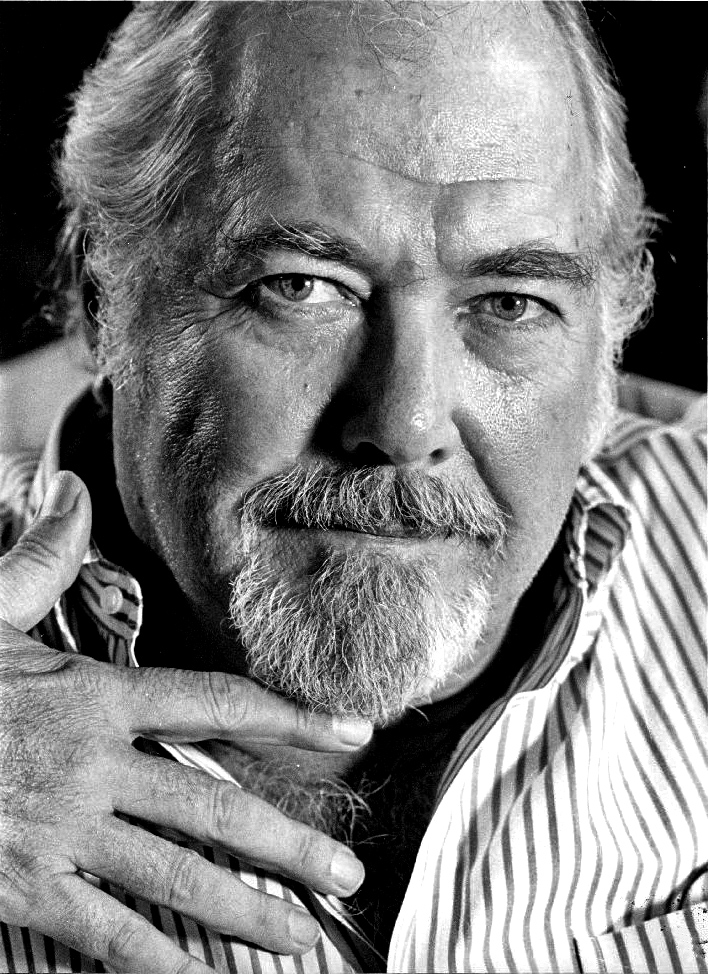
Robert Altman, vítěz v kategorii nejlepší režie

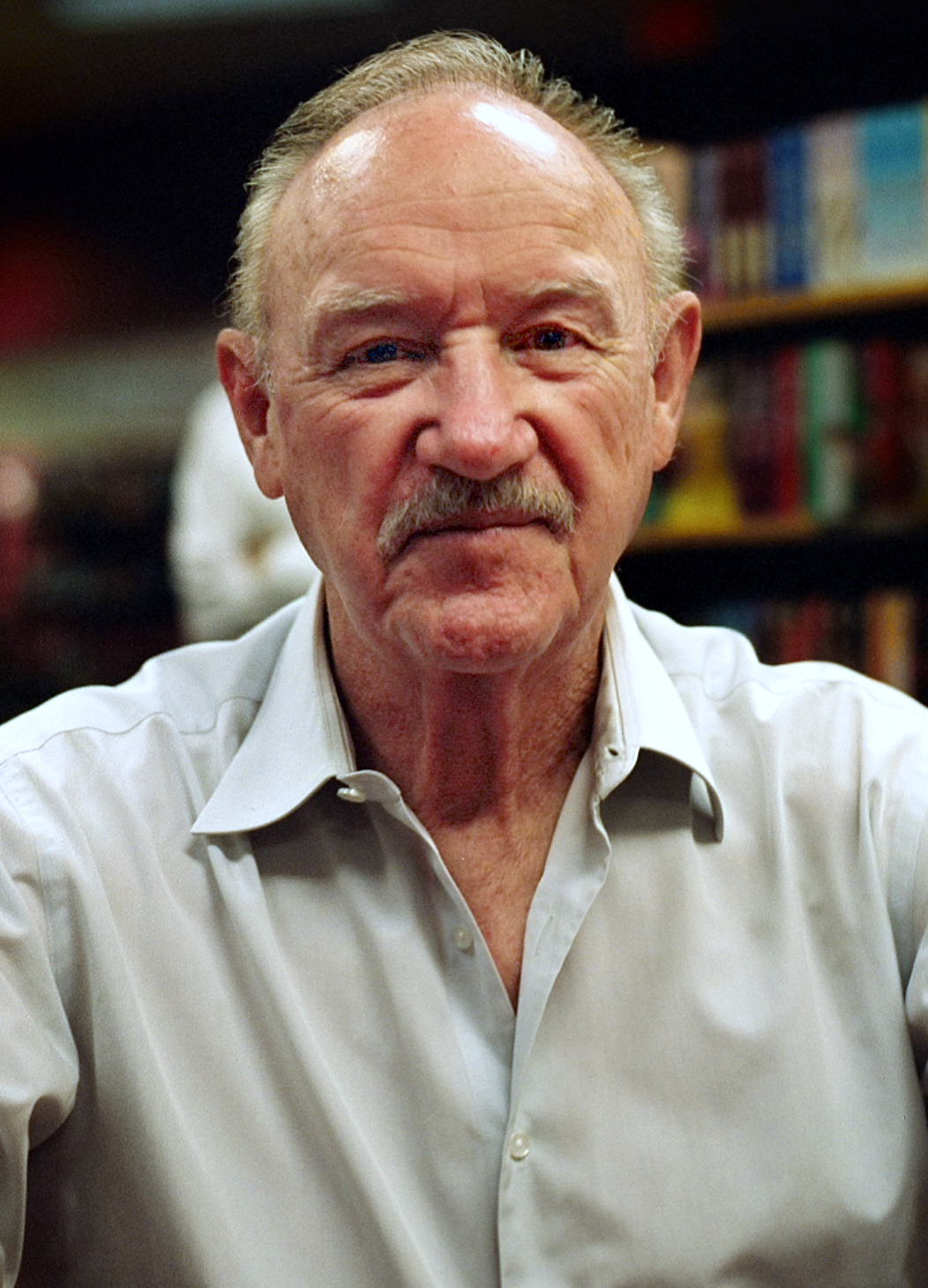
Gene Hackman, vítěz v kategorii nejlepší herec

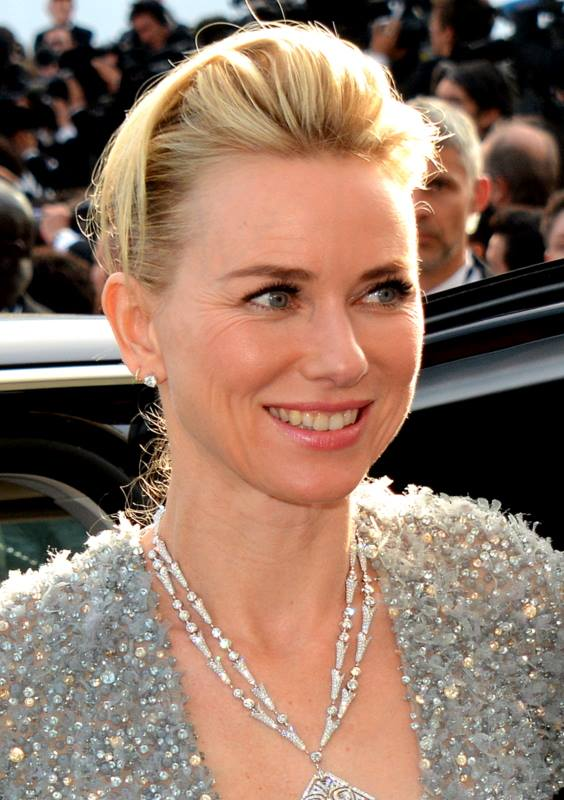
Naomi Watts, vítězka v kategorii nejlepší herečka

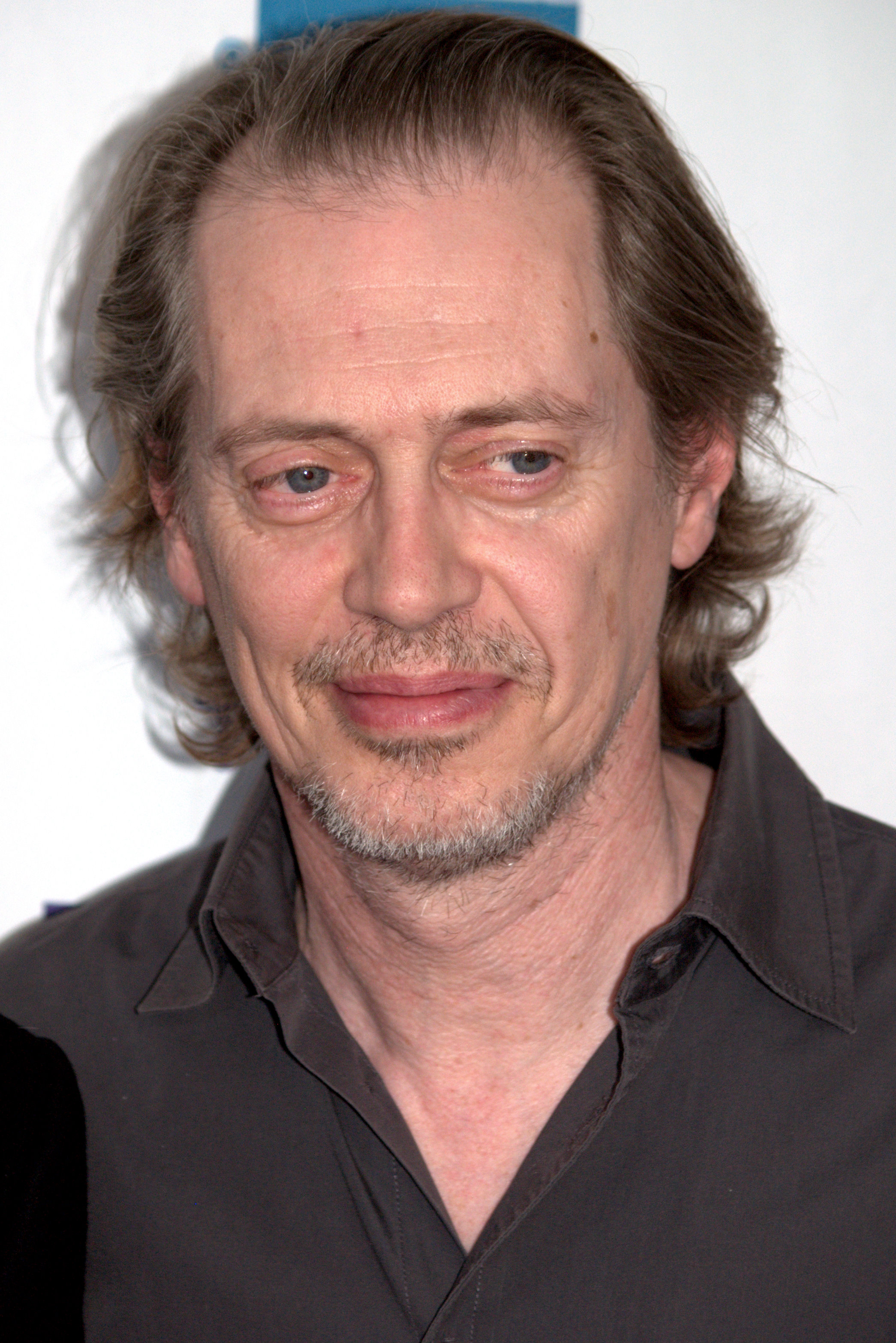
Steve Buscemi, vítěz v kategorii nejlepší herec ve vedlejší roli

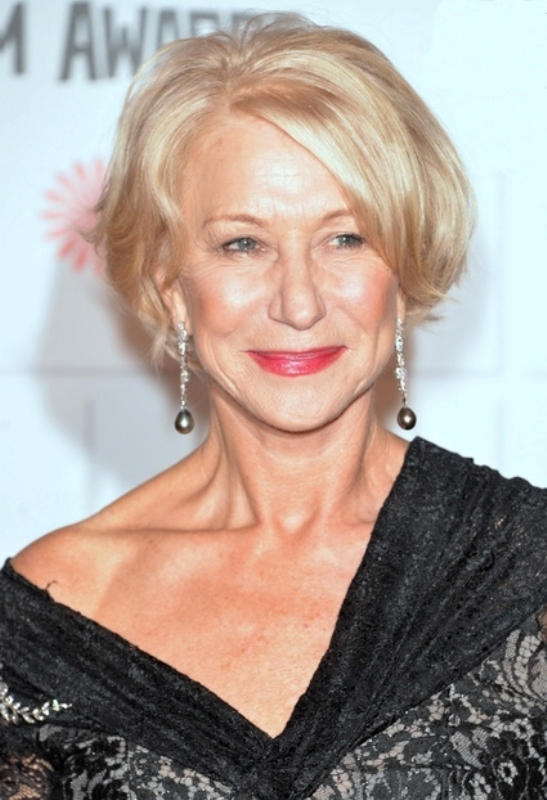
Helen Mirren, vítězka v kategorii nejlepší herečka ve vedlejší roli

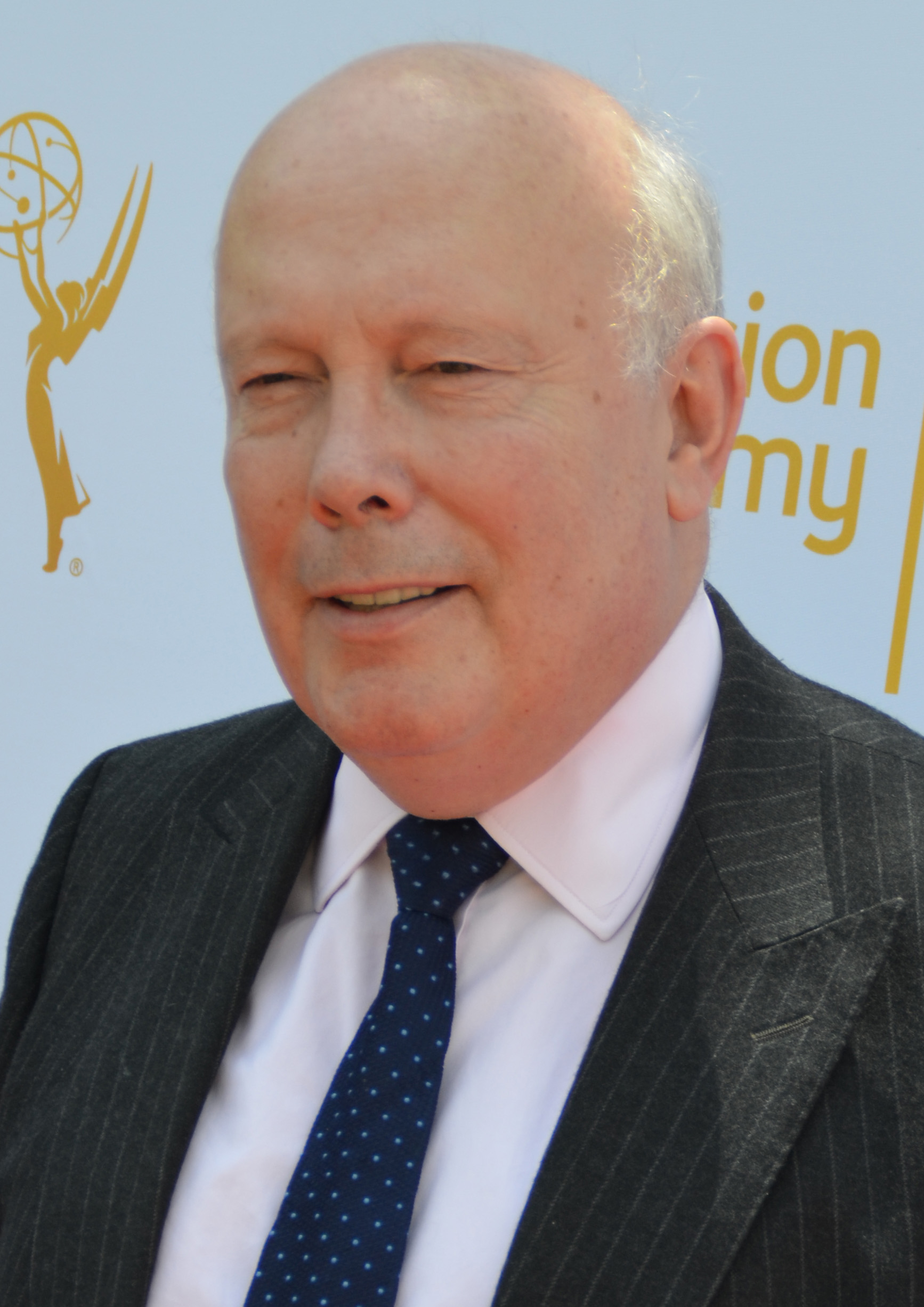
Julian Fellowes, vítěz v kategorii nejlepší scénář

### Nejlepší film
1. Mulholland Drive
2. Gosford Park
3. Pán prstenů: Společenstvo Prstenu

### Nejlepší režie
1. Robert Altman – Gosford Park
2. David Lynch – Mulholland Drive
3. Peter Jackson – Pán prstenů: Společenstvo Prstenu

### Nejlepší herec
1. Gene Hackman – Taková zvláštní rodinka
2. Denzel Washington – Training Day
3. Tom Wilkinson – V ložnici

### Nejlepší herečka
1. Naomi Watts – Mulholland Drive
2. Sissy Spacek – V ložnici
3. Charlotte Rampling – Pod pískem

### Nejlepší herec ve vedlejší roli
1. Steve Buscemi – Přízračný svět
2. Ben Kingsley – Sexy bestie
3. Brian Cox – L.I.E.

### Nejlepší herečka ve vedlejší roli
1. Helen Mirren – Gosford Park
2. Maggie Smith – Gosford Park
3. Marisa Tomei – V ložnici

### Nejlepší scénář
1. Julian Fellowes – Gosford Park
2. Daniel Clowes a Terry Zwigoff – Přízračný svět
3. Christopher Nolan – Memento

### Nejlepší kamera
1. Christopher Doyle a Mark Lee Ping Bin – Stvořeni pro lásku
2. Peter Deming – Mulholland Drive
3. Roger Deakins – Muž, který nebyl

### Nejlepší cizojazyčný film
1. Stvořeni pro lásku

2. Kruh
3. Amores perros

### Nejlepší dokument
1. Všichni možní sběrači a já

2. The Endurance: Shackleton's Legendary Antarctic Expedition
3. Il mio viaggio in Italia

### Nejlepší experimentální film
- Spím či bdím?

### Heritage Award
- Il mio viaggio in Italia

### Speciální zmínění
- Faith Hubley